# Platycerus kawadai
Platycerus kawadai là một loài bọ cánh cứng trong họ Lucanidae. Loài này được Fujita & Ichikawa mô tả khoa học năm 1982.